# جينيفر لورنس
جينيفر شريدر لورنس (بالإنجليزية: Jennifer Shrader Lawrence) (مواليد 15 أغسطس 1990 –) هي ممثلة أمريكية. حققت أفلامها أكثر من 6 مليارات دولار في جميع أنحاء العالم، وكانت الممثلة الأعلي أجراً في العالم في عامي 2015 و2016. ظهرت في قائمة تايم لأكثر 100 شخص تأثيراً في العالم في عام 2013، وفي قائمة فوربس لأقوي المشاهير في 2014 و2016. حصلت عام 2013 علي جائزة الأوسكار لفئة أفضل ممثلة عن دورها في فيلم المعالجة بالسعادة.
أثناء طفولتها، مثلت لورنس في مسرحيات الكنيسة ومسرحيات المدرسة الموسيقية. في سن 14، كانت في مدينة نيويورك عندما رصدها مكتشف المواهب. انتقلت لورانس إلي لوس أنجلوس، وبدأت مشوارها الفني من خلال لعب أدوار ضيفة في البرامج التلفزيونية. جاء الدور الرئيسي الأول لها كعضو رئيسي في المسرحية الهزلية ذا بيل إنغفال شو (2007-2009). قدمت لورنس أول أدوراها في الأفلام في دور مساعد في حفل الحديقة (2008)، وكانت انطلاقتها عند لعبها دور مراهقة تعاني من الفقر في فيلم الدراما شتاء بارد (2010). حققت لورنس شهرة أوسع بلعبها دور المتحولة مستيك في رجال-إكس: الدرجة الأولى (2011)، وهو الدور الذي لعبته مجددًا في وقت لاحق في أجزاء سلسلة أفلام إكس مان (2011–2019).
استمرت شهرة لورنس في النمو مع دور البطولة بشخصية كاتنيس إيفردين في سلسلة أفلام مباريات الجوع (2012-2015) التي جعلتها أعلي بطلات أفلام الأكشن تحقيقًا للأرباح في التاريخ. استمرت لورنس ونجحت في كسب العديد من الجوائز؛ خصوصًا بالتعاون مع المخرج ديفيد أو. راسل. أربحها أداؤها لشخصية أرملة مكتئبة في الفيلم الرومانسي المعالجة بالسعادة (2012) جائزة الأوسكار لأفضل ممثلة، مما جعلها ثاني أصغر فائز بالجائزة. فازت لورنس في وقت لاحق بجائزة البافتا لأفضل ممثلة في دور مساند عن لعبها دور زوجة مضطربة في الكوميديا السوداء احتيال أمريكي (2013). كما تلقت جوائز الغولدن غلوب عن أدوارها في كلا الفيلمين السابقين، وكذلك دورها في فيلم جوي (2015). منذ ذلك الحين، لعبت لورنس دور البطولة في فيلم الخيال العلمي الرومانسي الركاب (2016)، وفيلم الرعب النفسي أم! (2017)، وفيلم التجسس العصفور الأحمر (2018).
لورانس هي نسوية وقد دعت لتنظيم الأسرة. في عام 2015، أسست «مؤسسة جنيفر لورانس»، والتي تؤيد وتدعو لدعم نوادي الفتيان والفتيات في أمريكا ودورة الألعاب الأولمبية الخاصة. في 2018، أسست لورنس شركة جثة ممتازة.

## المسيرة المهنية

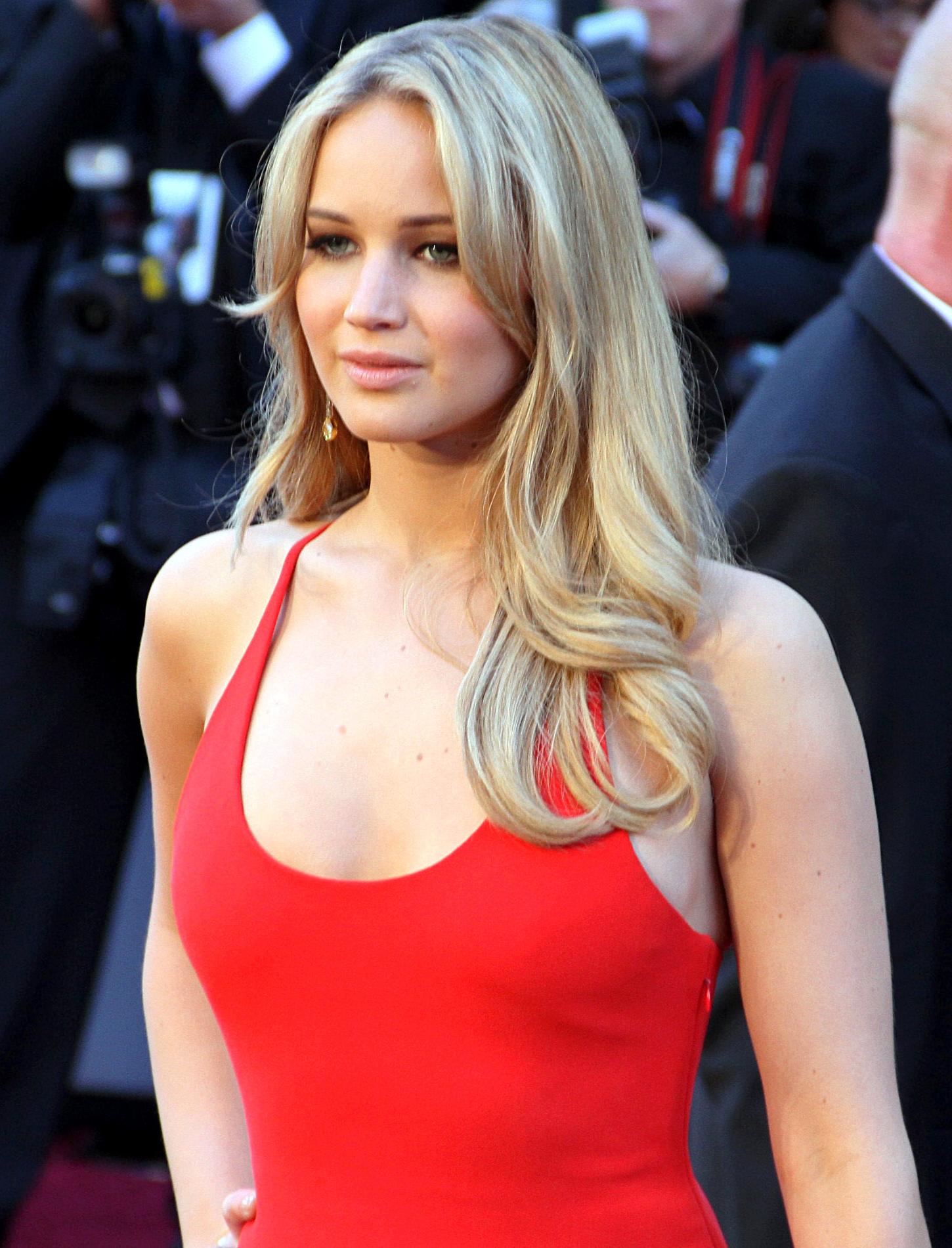
جينيفر لورنس في حفل توزيع جوائز الأوسكار الثالث والثمانون في عام 2011، حيث ترشحت لأول مرة للفوز بجائزة أفضل ممثلة عن دورها في فيلم شتاء بارد.

دورها الرئيسي الأول كان في المسلسل الكوميدي ذا بيل إنغفال شو من 2007 إلي 2009، وظهرت في أفلام مستلقة مثل السهل المحترق في 2008، وشتاء بارد في 2010، والأخير أكسبها ترشيح لجائزة الأوسكار لأفضل ممثلة، وجائزة غولدن غلوب، وجائزة ساتالايت، وجائزة الروح المستقلة، وجائزة نقابة ممثلي الشاشة لأفضل ممثلة. عند عمر 20 عاما، كانت هي ثاني أصغر ممثلة تترشح لجائزة الأوسكار لأفضل ممثلة. عند عمر 22، شاركت في الفيلم الكوميدي والرومانسي المعالجة بالسعادة، وحصلت بسببه علي جائزة الأوسكار، والغولدن غلوب، وجائزة ساتالايت، وجائزة الروح المستقلة، وجائزة نقابة ممثلي الشاشة لأفضل ممثلة، مما يجعلها أصغر شخص علي الإطلاق يتم ترشيحه لاثنين من جوائز الأوسكار لأفضل ممثلة، وثاني أصغر ممثلة تربح الجائزة.
لورنس معروفة أيضاً بدور ريفين داركهوم/مستيك في فيلم 2011 رجال-إكس: الدرجة الأولى، وعادت لنفس الدور في رجال-إكس: أيام المستقبل الماضي في 2014. حققت لورنس شهرة عالمية في 2012 عندما لعبت دور البطلة كاتنيس إيفردين في مباريات الجوع، وهو اقتباس لرواية الكاتبة سوزان كولنز، والتي تحمل نفس الاسم. لدورها فيه، كسبت مديح النقاد، وأصبح الفيلم أعلي أفلام الأكشن دخلاً.

## أعمالها
| العام | الاسم                                       | الدور                 |
| ----- | ------------------------------------------- | --------------------- |
| 2008  | حفل الحديقة                                 | تيف                   |
| 2008  | بيت البوكر                                  | أغنيس                 |
| 2008  | السهل المحترق                               | ماريانا               |
| 2010  | شتاء بارد                                   | ري دوللي              |
| 2011  | مثل المجنون                                 | سام                   |
| 2011  | ذا بيفر                                     | نورا                  |
| 2011  | رجال-إكس: الدرجة الأولى                     | ريفين داركهوم/مستيك   |
| 2012  | مباريات الجوع                               | كاتنيس إيفردين        |
| 2012  | بيت في نهاية الشارع                         | إليسا                 |
| 2012  | المعالجة بالسعادة                           | تيفاني                |
| 2013  | سيرينا                                      | سيرينا بيمبرتون       |
| 2013  | مباريات الجوع: ألسنة اللهب                  | كاتنيس إيفردين        |
| 2013  | احتيال أمريكي                               | روزالين روزنفيلد      |
| 2014  | رجال-إكس: أيام المستقبل الماضي              | ريفين داركهوم/ميستيك  |
| 2014  | مباريات الجوع: الطائر المقلد - الجزء الأول  | كاتنيس إيفردين        |
| 2015  | مباريات الجوع: الطائر المقلد - الجزء الثاني | كاتنيس إيفردين        |
| 2015  | جوي                                         | جوي                   |
| 2016  | الركاب                                      | أورورا                |
| 2016  | كوكب جميل                                   | الراوي                |
| 2016  | رجال-إكس: نهاية العالم                      | ريفين داركهوم/ميستيك  |
| 2017  | أم!                                         | أم                    |
| 2018  | العصفور الأحمر                              | دومينيكا إيغوروفا     |
| 2019  | عنقاء الظلام                                | ريفين داركهوم/ ميستيك |
| 2021  | لا تنظر للأعلى                              | كيت ديبياسكي          |

| العام     | الاسم             | الدور                    | ملاحظة                                             |
| --------- | ----------------- | ------------------------ | -------------------------------------------------- |
| 2006      | مونك              | ماسكوت                   | حلقة: "السيد مونك واللعبة الكبيرة"                 |
| 2007      | كولد كيس          | آبي برادفورد             | حلقة: "دولار، حلم"                                 |
| 2007–2008 | متوسط             | كلير تشيس أليسون الصغيرة | حلقتي: "مساعد الأم الصغير" و"لكن من أجل نعمة الله" |
| 2007–2009 | ذا بيل إنغفال شو  | لورين بيرسون             | 31 حلقة                                            |
| 2010      | 1000 طريقة للموت  | ترودي (غير معتمد)        | حلقة: "الموت في عصا" (جزء: سهل المنزلق)            |
| 2013      | ساترداي نايت لايف | نفسها (مضيف)             | حلقة: "جينيفر لورنس/ذا لومينيرز"                   |
| 2017      | جيمي كيميل لايف!  | نفسها (مضيف)             | حلقة: "2 نوفمبر 2017"                              |

| العام | الاسم                | الفنان  | الدور  |
| ----- | -------------------- | ------- | ------ |
| 2010  | "الفوضى التي صنعتها" | باراشوت | الشابة |

## الجوائز والترشيحات

### جوائز الاوسكار
| العام | الفيلم            | الشخصية          | الفئة             | النتيجة | الفائز                             |
| ----- | ----------------- | ---------------- | ----------------- | ------- | ---------------------------------- |
| 2010  | شتاء بارد         | ري دوللي         | أفضل ممثلة        | رُشِّح     | ناتالي بورتمان (البجعة السوداء)    |
| 2013  | المعالجة بالسعادة | تيفاني ماكسويل   | أفضل ممثلة        | فوز     | —                                  |
| 2014  | احتيال امريكي     | روزالين روزنفيلد | أفضل ممثلة مساعدة | رُشِّح     | لوبيتا نيونغو (عبد لاثني عشر عاما) |
| 2019  | جوي               | جوي مانغانو      | أفضل ممثلة        | رُشِّح     | بري لارسون (غرفة)                  |

## وصلات خارجية
- جينيفر لورنس على موقع IMDb (الإنجليزية)
- جينيفر لورنس على موقع ميتاكريتيك (الإنجليزية)
- جينيفر لورنس على موقع الموسوعة البريطانية (الإنجليزية)
- جينيفر لورنس على موقع روتن توميتوز (الإنجليزية)
- جينيفر لورنس على موقع مونزينجر (الألمانية)
- جينيفر لورنس على موقع قاعدة بيانات الأفلام العربية
- جينيفر لورنس على موقع ألو سيني (الفرنسية)
- جينيفر لورنس على موقع ميوزك برينز (الإنجليزية)
- جينيفر لورنس على موقع تيرنر كلاسيك موفيز (الإنجليزية)
- جينيفر لورنس على موقع أول موفي (الإنجليزية)
- جينيفر لورانس على موقع الطماطم الفاسدة